# Чемпионат мира по классическому тетрису
Чемпионат мира по классическому тетрису (англ. Classic Tetris World Championship, CTWC) — серия соревнований по видеоиграм, организуемая Portland Retro Gaming Expo. Чемпионат был впервые организован в 2010 году во время съемок фильма «Ecstasy of Order: The Tetris Masters». Чемпионат считает своей целью определить лучшего игрока в тетрис в мире. Первые два года чемпионат проводился в Лос-Анджелесе, в Калифорнии, но затем переехал в Портленд, в Орегон. Там он и проводится ежегодно с 2012 года.
Участники турнира должны играть в тетрис Nintendo 1989 года на Nintendo Entertainment System и особых телевизорах. Финальные раунды транслируются в режиме онлайн на экранах. Для усиления впечатлений зрителей используется Head-up display.

## Соревнование
Соревнование проводится в течение двух дней, с отборочным туром в первый день и финальным туром во второй день. Участникам разрешается приносить свой собственный контроллер, но это должен быть либо оригинальный, неизмененный контроллер NES, либо товар вторичного рынка, который является точной копией NES.

### Отборочный тур
Отборочный раунд проходит на определённом количестве станций NES. Участники играют в тетрис типа «А». Минимальный уровень сложности — девятый. Попадание участника в следующий раунд зависит от количества очков. Как только игра участника заканчивается по любой причине, набранный счет должен быть зарегистрирован, чтобы он был засчитан. Участники могут сделать столько попыток, сколько пожелают, но для каждой из них они должны вернуться в конец очереди участников. Участники могут также арендовать станцию на один час и в течение этого часа совершить неограниченное число попыток.
Лучшие 32 участника попадают в финальный раунд. В 2018 году 40 игроков смогли попасть дальше по количеству очков, при этом состоялся дополнительный Round Zero. В нём участвовали те, кто занял места с 25-го по 40-е, из этих 16 участников дальше проходили 8, поэтому в итоге оставалось всё так же 32 участника. В случае набора несколькими участниками максимальных баллов (999 999 или выше), для подсчета итогов используется второй лучший результат. Это правило было использовано, например, в 2018 году, когда семь игроков набрали 999 999 баллов, а четыре игрока смогли набрать максимальный балл два раза. Таким образом, для определения мест с первого по четвёртое нужно было посмотреть на третий результат участников.
С 2019 года в связи с ростом числа участников способных набрать максимальный балл на официальных соревнованиях стали использовать модификацию игры способную показывать точный счет игроков выше 999 999 баллов.

### Финальный этап
Финальный этап — это турнир, проводящийся по системе плей-офф. Он состоит из пяти раундов личных встреч. В первом раунде пара участника определяется в зависимости от рейтинга в отборочном туре (№ 1 играет против № 32, № 2 против № 31, и т. д.). Во время матчей используются модифицированные картриджи, которые могут отображать семизначные баллы и дают обоим игрокам одинаковую последовательность случайно сгенерированных блоков (оригинальные картриджи использовались до 2015 года).
Оба игрока начинают играть в Тетрис в режиме «Тип А». Игра проводится на отдельных NES и продолжается до тех пор, пока не происходит одно из следующих событий:
- Отстающий игрок больше не может играть (как правило, в тетрисе такое происходит, если блоки достигли верхней части экрана)
- Сначала проигрывает лидер, а потом — отстающий. При этом отстающий не достигает баллов лидера.
- Сначала проигрывает лидер, а потом — отстающий. При этом отстающий до проигрыша успел опередить лидера по очкам.

В первых двух случаях побеждает лидер, в третьем — отстающий.
Каждый матч состоит из трех отдельных партий. Организаторы считают, кто выиграл больше партий, и определяют победителя всего матча.
Во время первого раунда игрок с более высоким рейтингом отборочного этапа выбирает, начнется ли первая партия на 15-м уровне или 18-м. Игрок с более низким рейтингом выбирает правила для второй игры (при необходимости). Правила для третьей игры (если она нужна) снова выбирает игрок с более высоким рейтингом.
Начиная со второго раунда, все игры начинаются с 18-го уровня.

## Изменения правил по годам
Правила турнира неоднократно изменялись:

### 2010
Первый турнир CTWC был пригласительным; пять мест были автоматически заполнены мировыми рекордсменами Джонасом Нюбауэром, Гарри Хонгом (набравшим максимальный результат в 999 999 очков), Беном Малленом и Джесси Келкар (они смогли очистить 296 и 291 линию соответственно), а также чемпионом мира Nintendo 1990 года Туром Акерлундом. Три места оставались для тех, кто отберётся: лучшие 3 игрока в играх типа «В» в определённый период могли присоединиться к полуфиналу.
Полуфинал для 8 лучших игроков состоял из трех раундов игр «Типа А» для определения двух финалистов: первый финалист определялся по количеству линий, второй — по количеству очков. Результат определялся особым образом: с помощью суммирования процентов. Финал состоял из игр «типа А». Матчи игрались до 2 побед.

### 2011
В квалификации 8 лучших участников игр «типа B» вышли в основной турнир. Дополнительные 100 000 баллов присуждались за прохождение 19 уровня.
Основной турнир состоял из трех туров, все матчи в нём проводились до 2 побед.

### 2012
Когда турнир переместился в Portland Retro Gaming Expo, правила были обновлены. Тем самым, они стали больше похожи на действующие правила.
- В квалификации используются игры «Типа А», 32 лучших игрока попадают в основную сетку турнира (Игры «Типа B» больше не используются).
- Основной турнир проводится по системе плей-офф. Финал играется до 3 побед, полуфинал — до 2-х.
- Места между участниками, выбывшими в одном раунде, определяются по количеству игр, которые были выиграны, а также по сумме баллов в двух проигранных играх[7].

### 2015
Небольшое изменение было применено при определении результата и занятого места: если по количеству пройденных раундов и по количеству партий два участника имели равные результаты, для их сравнения использовалась сумма результатов двух партий в проигранном матче плюс результат квалификации. Впрочем, это правило применялось только в 2015 и 2016 годах.

### 2016
С 2016 года появились модифицированные картриджи. Модифицированный картридж позволяет:
- Высчитывать семизначные баллы
- Уравнять шансы игроков, выдавая им одинаковые фигурки.

Рефери бросает два 10-сторонних кубика перед каждой игрой, чтобы определить, какие фигурки будут выпадать (и эти последовательности фигурок меняются каждый год).
Эти изменения действуют только в финальном турнире, квалификация по прежнему играется с неизменёнными картриджами.

### 2018
Основной тур теперь проводится для 40 участников, а не для 32. 24 участника отбираются по итогам квалификации, участники, занявшие места с 25-го по 40-е, получают право выступить в Round Zero. Этот раунд определяет тех, кто выйдет в основные туры. Round Zero проводят так, что наиболее сильные участники играют со слабыми. Например, составляются пары № 32-№ 33, № 31-№ 34 и т. д. Победители Round Zero в первом раунде должны играть с одним из лучших участников турнира.

### 2019
Количество игроков в основном турнирном розыгрыше было увеличено с 40 до 48, а Round Zero стал доступен для участников, занявших с 17-е по 48-е места. Победитель каждого матча Round Zero встречался с одним из лучших игроков из топ-16 (победитель пары 17/48 против 16-го места, победитель пары 18/47 против 15-го места и т. д.).
Матчи раундов с 0 по 2 играются до двух побед, в то время как раунды с 3 по 5 играются до трёх побед.

### 2020
Количество игроков в основном турнире расширилось до 64. Был убран Round Zero, за счёт чего все игроки стали начинать чемпионат с одного раунда. Группы стали проводиться по системе Double Elimination, т.е. добавилась нижняя сетка. Все матчи, начиная с 1 раунда, стали проводить до трёх побед.
В 2020 году был впервые проведён турнир для 65-96 квалификационных мест -- "Silver Bracket". Он был проведён по олимпийской системе. Серебряная сетка никак не была связана с основным турниром (Чемпионатом мира).
Чемпионат мира 2020 года стал первым онлайн чемпионатом мира по тетрису.

### 2021
В 2021 году места в квалификации с 97 по 128 также получили право сыграть в отдельном турнире по олимпийской системе -- "Bronze Bracket". Бронзовая сетка никак не была связана с "Золотой" (основной турнир (Чемпионат мира)) и с "Серебряной". Победителем второй год подряд стал американец Майкл Артиага.

## Результаты
Ниже приведены результаты финалов по годам. Вплоть до 2018 года в финал выходил один и тот же человек, Джонас Ньюбауэр, в семи из которых он побеждал (кроме 2014-го и 2018-го годов, в которых он занимал второе место).

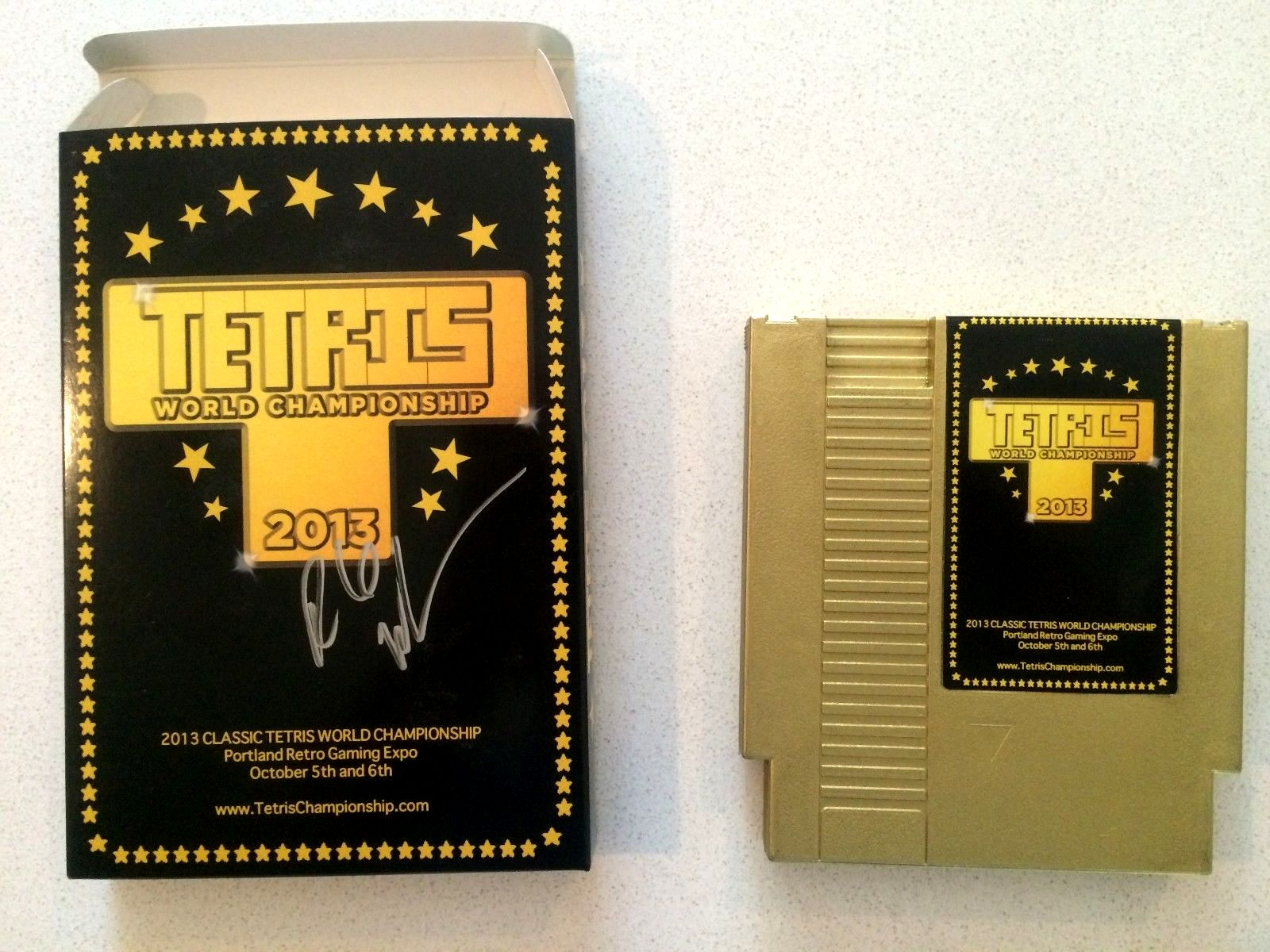
Картридж, врученный тем, кто поддерживал чемпионат в 2013 году

| Год  | Победитель            | 2 место                   | 3 место                       | 4 место                   |
| ---- | --------------------- | ------------------------- | ----------------------------- | ------------------------- |
| 2010 | Джонас Ньюбауэр       | Гарри Хонг                | Мэтт «Buco» Буко              | Дана Уилкокс              |
| 2011 | Джонас Ньюбауэр       | Алекс Керр                | Робин Михара                  | Гарри Хонг                |
| 2012 | Джонас Ньюбауэр       | Майк Винзинек             | Эли Маркстром                 | Алекс Керр                |
| 2013 | Джонас Ньюбауэр       | Гарри Хонг                | Чед Мьюз                      | Мэтт «Buco» Буко          |
| 2014 | Гарри Хонг            | Джонас Ньюбауэр           | Терри Перселл                 | Эли Маркстром             |
| 2015 | Джонас Ньюбауэр       | Шон «Quaid» Ритчи         | Алекс Керр                    | Гарри Хонг                |
| 2016 | Джонас Ньюбауэр       | Джефф Мур                 | Гарри Хонг                    | Кодзи «Koryan» Нисио      |
| 2017 | Джонас Ньюбауэр       | Алекс Керр                | Шон «Hauser» Ритчи            | Мэтт «Buco» Буко          |
| 2018 | Джозеф Сэйли          | Джонас Ньюбауэр           | Томохиро «Greentea» Татэдзима | Кодзи «Koryan» Нисио      |
| 2019 | Джозеф Сэйли          | Кодзи «Koryan» Нисио      | Эйден «Batfoy» Джерди         | Дэн «DanQZ» Ченг          |
| 2020 | Майкл «Dog» Артиага   | Эндрю «PixelAndy» Артиага | Джейкоб «Huffulufugus» Хафф   | Нену Зефанья Карико       |
| 2021 | Майкл «Dog» Артиага   | Джейкоб Хафф              | Джозеф Сэйли                  | Эндрю «PixelAndy» Артиага |
| 2022 | Эрик Толт ("EricICX") | Джастин Ю ("Фрактал")     | Эндрю «PixelAndy» Артиага     | Майкл «Dog» Артиага       |

## Аналогичные соревнования
С 2015 года в Дании проводится чемпионат Европы. Турнир проходит по той же структуре, но в версии PAL, где игра проходит немного быстрее.
Было проведено несколько турниров по другим системам.
- Тетрис на PlayStation 3: сражение в команде «2 на 2» (2011)
- Tetris Ultimate на PlayStation 4 (2015)
- Tetris & Dr. Mario на SNES: любительский турнир, его участники не могли соревноваться в основной сетке. (2016—2017)
- Tetris: The Grand Master 2. (2016)
- Tetris: The Grand Master. (2017)
- Tetris Effect на PlayStation 4 (2018)
- Nintendo NES Tetris (2018). На этом турнире применялись дополнительные правила: не был доступен предпросмотр 18-го уровня и гонка проходила с 0-го до 19-го уровня.

Существует также турнир Classic Tetris Monthly, который проводится раз в месяц. Формат турнира аналогичен формату чемпионата мира. Это онлайн-турнир, который проводится на отдельном канале Twitch и каналах рестримеров-волонтёров.
Также проводится официальная лига по тетрису Classic Tetris League. Турнир разделён на множество дивизионов, в которых участвует множество игроков.